# يمينة بشير
يمينة بشير شويخ (20 مارس 1954 - 3 أبريل 2022)، هي مخرجة وكاتبة سيناريو جزائرية بدأت نشاطها سنة 1982.

## السيرة الذاتية
ولدت في 20 مارس 1954 بمدينة الجزائر، وضعت يمينة بشير أولى خطواتها في السينما في عام 1973، عندما انضمت للمركز الوطني للسينما الجزائرية، وهي تبادر إلى مهن أخرى. وقد شاركت في عدة أفلام سينمائية مغاربية هامة منها : عمر قتلتوا الرجلة (1976) لمخرجه مرزاق علواش والرياح الرملية لمحمد الأخضر حمينة (1982). وفي وقت لاحق أصبحت تتحمل مسؤولية تحرير معظم إنجازات محمد شويخ الذي ستصبح زوجته فيما بعد لترزق معه بابن وثلاث بنات ومن بين هذه الأفلام: القلعة (1989)، يوسف، أسطورة النائم السابع (1993)، سفينة الصحراء (1997)، دوار النساء (2005)، وكذلك أعمال عكاشة تويتة كفيلم صرخة من الرجال (1994). وكان أول فيلم قد أخرجته هو رشيدة (2002) بعد أن استغرقت حوالي 5 سنوات لإنجازه منذ 1996 لضعف التمويل، الذي يتناول العشرية السوداء بالجزائر، وكان له تأثير دولي ونال العديد من الجوائز في عدة مهرجانات حيث رشح لنيل جائزة نظرة ما في مهرجان كان لسنة 2002.

## أعمالها كمخرجة
- 2002 : رشيدة
- 2003 : لويزة سيد عمي (فيلم قصير)

## وصلات خارجية
- يمينة بشير على موقع IMDb (الإنجليزية)
- يمينة بشير على موقع قاعدة بيانات الأفلام العربية
- يمينة بشير على موقع ألو سيني (الفرنسية)
- يمينة بشير على موقع أول موفي (الإنجليزية)
- يمينة بشير على موقع قاعدة بيانات الفيلم (الإنجليزية)
- يمينة بشير على موقع كينوبويسك (الروسية)
- يامينا بشير شويخ على ألو سيني. (بالفرنسية)
- يمينة بشير على متحف الفن الحديث (نيويورك)